# メロディー・フォール
メロディー・フォール（Melody Fall、MFと略される）は、2003年にトリノで結成されたイタリアのポップパンクバンドである。   

## 概要
2005年1月、Fabrizio Pan（ボーカル、ギター）、PierAndrea Palumbo（ベース、バッキングボーカル）、Marco Ferro（ドラム）がトリノの高校1年生になった。 彼らはポップパンクバンドのBlink-182、Sum 41、そしてNew Found Gloryのような音楽に憧れていた。 彼らはDucks 33というバンドを結成し、バンドのコンテストや学校でトリノでライブを始めた。 1年のショーの後、彼らは有名になり、そして彼らの最初のデモをレコーディングすることにした。 イタリアのプロデューサーのAndrea Fusiniは、2005年7月の公演でバンドを見て、彼らのためにMelody Fall EPというEPを制作することにした。 ギタリストのDavide Picaがレコーディングの開始時に加入し、バンドは彼らの名前をMelody Fallに変更することにした。 EPは当初イタリアではリリースされなかった。 このバンドに対するヨーロッパの関心は、発売後にやってきて、日本ではラドーンレコードと一緒にEPが大いに売り出された。 2か月後、バンドはWynona Recordsと契約し、イタリア、ヨーロッパ、そして日本をツアーした。 2007年2月に、バンドは彼らのデビューアルバム、Consider Us Goneをリリースした。 アルバムはヨーロッパと日本で販売されました。Consider Us Goneは米国で60000部以上、ヨーロッパで30000部以上を販売された。 STRUNG OUT、THE APPLESEED CAST、DUST BOXと共演した。  
2007年末にユニバーサルミュージックと契約を締結した。 2008年2月に、バンドは彼ら自身のレーベルUniversal Musicの最初のセルフタイトルのアルバムをリリースした。 Fabrizio Panがイタリアで歌う最初のアルバムである。 彼らはイタリア音楽の最も重要なフェスティバル、 "58°Festival di Sanremo"で1000万人以上の視聴者の前で演奏した。 2008年5月17日に、バンドはアメリカのポップパンクバンドBetter Luck Next Timeとスプリットアルバムをリリースした（Hybrid）。 ラドーンミュージックでリリースされ、日本でのみ入手可能だった。 
2010年にはInto the Fleshという2枚目のフルアルバムが発売され、イタリア（Nunflower、Universalから配布）と日本（Radtone Music）で新レーベルが発売された。 Into the Fleshは、メロディフォールのベストセラーアルバムで、80000部以上販売された。 Into the Fleshの後、新しいヨーロッパツアーがやってきた。  
2012年、バンドは新しいフルアルバムVirginal Notesを制作した。 アルバムはポップパンクではなく、メタル、ラップ、メロディックのミックスだった。 また、篠田マイクの「Remember The Name」のカバーソングもフィーチャーしている。 2012年、バンドはForever the Sickest Kidsとツアーに参加した。 その後、バンドは2年間休止した。 Marcoはバンドを去ったが、バンドは新しいドラマー、Andrea Bessoneが加入した。 一方、Fabrizio Panは、 "Pan Music Production"という新しいレーベルを作成した。 彼はバンドのプロデューサーになり、ミックスされて録音された彼らの5枚のフルアルバム"The Shape of Pop Punk to come"を制作した。 アルバムは2014年にラドーンレコードで日本の店舗に売り出された。 2015年、彼らは初めて中国に訪れた。 14ツアー日程は貴重な経験で、バンドはそこで彼らのアルバムをリリースする機会があった。 その間、ピアはワインを育てるためにバンドを去った。 2016年に彼らは3度目の日本で再びツアーをした。 2017年に彼らは"POPPUNK.IT 2017"でイタリアに戻った。2018年にリリースされる予定の新しいアルバムを書き終える直前、"Consider Us Gone"の10年記念だった。 

## ディスコグラフィ

### アルバム
- Consider Us Gone (2007年)
- Melody Fall (2008年)
- Into the Flesh (2010年)
- Virginal Notes(2012年)
- The Shape of Pop-Punk to Come (2014年)
- 10 Years (2016年)
- The Middle Age of the Dinosaurs (2018年)

### EP
- Melody Fall EP (2006年)

### スプリット盤
- Hybrid (2008年)

### シングル
| 年   | タイトル            | 収録アルバム |
| ---- | ------------------- | ------------ |
| 2008 | "Ascoltami"         | Melody Fall  |
| 2008 | "I'm So Me/Salvami" | Melody Fall  |